# الحياة منتهى اللذة (فلم)
الحياة منتهى اللذة  فيلم مصري من إنتاج عام 2005. هو من إخراج منال الصيفي ابنة المخرج المصري حسن الصيفي، ومن كتابة شهيرة سلام، من بطولة الممثلة حنان ترك، والمغني اللبناني يوري مرقدي في أول اطلاله سينمائية له.

## قصة الفيلم
رجل أعمال له جذور لبنانية والده مصري من حي شبرا ووالدته لبنانية، يمتلك محل ملابس جاهزة، متزوج تعاني زوجته من صدمة بسبب وفاة والدها الأمر الذي يشعره بإهمالها له، فيبحث عن الحب من خلال بعض العلاقات العاطفية، وعلى الجانب الآخر يعاني دكتور الفلسفة الجاد جداً في حياته من إهمال زوجته له هو وإبنه بسبب انشغالها بعملها، وتسير حياتهما نحو الانفصال، تتوالي الأحداث في قالب فلسفي ممتع.

## بطولة
- حنان ترك:حنان
- منة شلبي:منى
- يوري مرقدي:شريف
- زينة:غادة
- مجدي كامل:احمد
- سعاد نصر:فاطمة
- أحمد راتب:سيد
- أروى جودة:صديقة عمرو
- أشرف مصيلحي:عمرو

## روابط خارجية
- الحياة منتهى اللذة على موقع IMDb (الإنجليزية)
- الحياة منتهى اللذة على موقع قاعدة بيانات الأفلام العربية
- الحياة منتهى اللذة على موقع قاعدة بيانات الفيلم (الإنجليزية)
- الحياة منتهى اللذة على موقع ليتربوكسد (الإنجليزية)
- الحياة منتهى اللذة على موقع كينوبويسك (الروسية)